# 경산 코발트광산 학살 사건

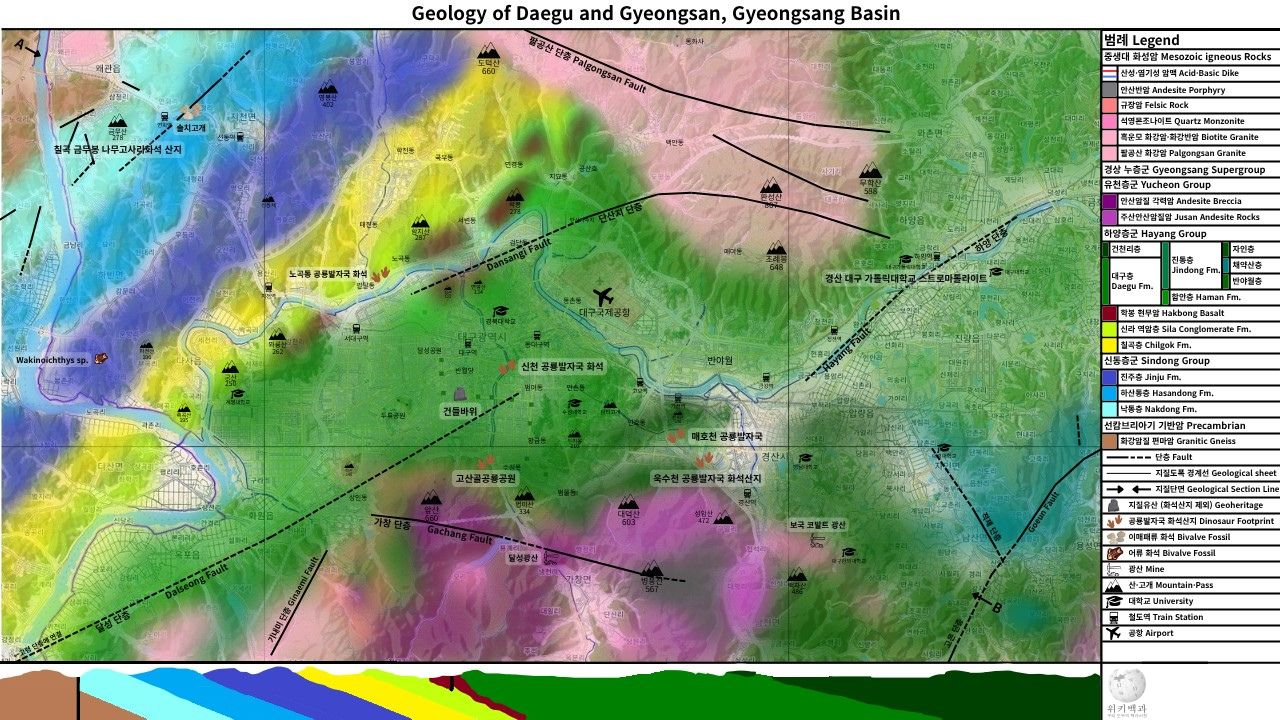
경산시의 지질과 보국코발트광산의 위치

경산 코발트광산 학살 사건은 한국 전쟁 기간 중에 경상북도 경산시 평산동의 보국 코발트 광산에서 보도연맹 회원들을 처형한 사건이다. 주민 증언에 따르면 처형은 1950년 7월 20일 경부터 9월 20일 경까지 계속되었을 것으로 추정된다. 

## 광산

### 지질
보국(報國) 코발트 광산은 경산시 평산동에 있으며 이곳의 지질은 경상 누층군 건천리층을 천부 관입한 중생대 백악기의 화성암 석영몬조니암(quartz monzonite)으로 구성된다. 1926년에 발견되어 1935년 경부터 중요 전략 자원으로서 일본군 직영으로 개발되었고 제2차 세계 대전의 종료와 함께 폐광되었다. 가행 대상 광물은 코발트화(Co3(AsO4)8H2O) 및 함코발트 유비철석(硫砒鐵石, FeAsS2)이다. 개발 당시의 코발트 평균 품위는 0.5~1.0%이고 은이 10g/t 내외로 산출되었다. 현재는 갱내 출입이 불가능하다. 코발트 광산에는 2개의 수평 갱도와 2개의 수직 갱도가 있어 이곳에서 학살이 이루어졌다. 그 뿐 아니라, 인근 대원골에서도 학살이 이루어진 것으로 보인다.

### 광업시설
보국광산은 당시의 경산읍과 압량면 지역에 걸쳐 여러 광업시설을 운영하였는데, 평산동의 갱도 외에 상방동 장구산에 코발트 광석의 선광(選鑛) 및 제련을 담당하는 선광장이 있었고 경산역 남동쪽에 하역업자들의 숙소가 있었다. 각각의 시설은 삭도(索道)로 연결되어 광석과 가공물이 운반되었다.
경산역에 케이블카를 연결해서 도로미터(삭도)가 왔다 갔다 했지. 광산으로 실어올리고. 일본 놈들이 그랬지. 옛날에는 요 근처에 베어링 그런거 주워 와서 엿 바꿔먹었다 아이가. 옛날에는 우리 어릴 적에 ‘쪼다’라고 시커멓고 물렁물렁한 흙이 있었는데 그걸 가지고 놀았다. 그게 코발트 그거(폐기물)인줄 모르고. 진흙도 아니고 황토도 아니고 색깔이 까매가지고. 그게 밑에 깔려 있어가지고 농사를 못 지었지. 어른들이 하지 말라 그랬는데도. 우리가 만날 굴로 올라가가지고 기어들어 가가지고, 놀고 그랬어, 전쟁놀이. 그래도 어린 일이라 모른다. 크고 나서는 잘 안가지 그렇지— 서00, 남, 65세, 상방동 통장의 증언

### 역사
경산시 지역의 광업개발은 1910년대 시작되어 1930년대에 전성기를 맞았다. 보국광산의 전신은 춘길광산은 1937년 6월 26일 광업허가를 받은 금·은 광산이었으며 경영곤란으로 인해 1941년까지 방치되어 있었다. 그러다 지질학자 박동길이 1938년 코발트 광맥 검출 방법을 개발하였고 1941년 경산 지역에서 처음으로 채굴이 가능할 정도의 코발트 광맥을 지닌 광산이 발견되어 이때부터 보국광산에서의 코발트 채굴이 시작되었다. 경산지역 코발트 광산의 재발견은 일본 본토에서도 화제가 되었는데, 1942년 일본지질학회가 펴낸 지질학잡지 49권 585호에 실린 나카무라 게이사부로(中村慶三郞)가 쓴 '조선코발트광상조사보고개설'에는 당시 조선에 총 15개의 코발트광산이 존재하고 있으며 보국광산의 원광은 코발트 품위가 2~3%이며 드물게는 6% 이상의 높은 수치를 기록했음을 보고하고 있다. 1943년 발간된 지질학잡지 51권 604호에 발표된 와타나베 만지로(渡邊萬次郞)의 논문인 '경상북도보국코발트광상에 대해서'라는 제목의 논문에는 경산 코발트광산이 일본에서 가장 먼저 개발이 진행된 광산으로 코발트 제련을 위한 채광, 선광, 용광 시설이 완성돼 가까운 시일 내 조업을 시작할 것이라 서술되어 있다.

## 피해자
사건의 피해자는 크게 대구형무소 및 부산형무소 수감자와 보도연맹원의 두 부류로 나뉜다. 1960년에 이루어진 대한민국 제4대 국회 양민학살 특위의 조사에 따르면 대구형무소 재소자 1402명이 7월에 학살되었다고 한다. 또, 대구형무소에서 부산형무소로 이감된 것으로 기록된 1404명 중 1172명의 명단이 부산형무소 재소자 명단에 나오지 않아 이 사람들도 학살된 것으로 추정된다. 1950년 당시, 경산, 청도, 영천, 창녕, 밀양 등의 지역의 보도연맹원들은 한국전쟁 직후 검속되었고, 이후 학살된 것으로 추정된다. 피해자 유족들에 따르면 대부분 좌익 사상이나 반공 활동과는 무관한 단순부역자나 농민이었다. 정부 추산 2,000여 명, 유가족 추산 3,500여 명이 학살당했다.
그때 학살 장면을 직접 목격한 사람들 이야기를 친구 분이 하시는데 처음에는 사람을 우리 마을 수직 동굴 수직갱에 8명씩 엮어 가지고 굴비 엮듯이 엮어 가지고 사람들을 세워놓고 처음에는 실탄을 8발씩 장전을 하더라고 합니다. 사격개시 하면 일제히 9명이 총을 다 맞게끔 했는데 나중에는 그것도 귀찮으니까 한발 쏘면 나머지 7명이 살았는데도 떨어진다 이거죠. (중략) 나중에는 그것도 귀찮으니까 개머리판으로 머리를 찍으니까 떨어져서 죽었다. 그런 얘기를 합디다. 그 분은 그 자리에서 목격했답니다. 우리마을 제일 위에 살았으니까. 그 분도 못 볼 건데 동네 분들은 당시 전부 학교로 피신을 가고... 시기적으로는 여름이랍니다. 여름이라도 모내기하고 한 뒤랍니다. 들은 이야긴데 차량으로 1주일씩 실어 날랐답니다. 차로 실어 나르면서 사람을 포개서 실었답니다. 포개 실었다는 것은 차에 차곡차곡 장작더미 실 듯이 그렇게 실었답니다.— 김00, 남, 증언 당시 49세

## 사후 처리
갱도는 폐쇄된 상태로 있었으나, 2005년 진실·화해를 위한 과거사정리 기본법이 국회를 통과해 진실화해를위한과거사정리위원회가 설치되고, 2006년 4월 25일 정부 주도로 조사가 시작되었다. 2009년 11월 17일 진실화해위원회는 경산 코발트 광산 등지에서 발생한 민간인 희생사건은 군·경에 의한 집단 학살이라고 판정했다. 또한 전체 희생자 수는 1,800명을 상회할 것으로 추정되나 정확한 희생자의 수는 확인되지 않은 것으로 밝혔다. 진실화해위원회는 "경산코발트광산 등지에서 발생한 민간인 희생사건은 국민의 생명과 재산 보호라는 일차적 임무를 수행해야 하는 군과 경찰이 관할지역의 국민보도연맹원 등 예비검속자들과 대구형무소에 미결 또는 기결상태로 수감되어 있던 사람들을 불법 사살한 민간인 집단희생사건이다. 비록 전시였다고 하더라도 범죄사실이 확인되지 않은 민간인들을 예비검속하여 사살한 것은 명백한 불법행위이다."라고 덧붙였다. 하지만 이후 수습작업이 진행되지 않아 수습된 유해는 유족회가 마련한 컨테이너 안에 방치되어 있다. 2020년 5월 20일 과거사관련업무지원단 활동을 재개하는 법률안이 통과되었다.

## 관련 미디어
- KBS 《제보자들》[8] (2020년 7월 22일 방송)
- 구자환 영화감독
- 이재갑 포토그래퍼

## 같이 보기
- 과거사관련업무지원단
- 대한민국 진실화해를위한과거사정리위원회
- 보도연맹 학살
- 경산시의 지질

## 참고 문헌
1. ↑  윤성택; 염승준 (1997년). “보국 코발트 광상의 산출 광물종 및 황동위원소 조성의 시간적 변화: 함코발트 열수계의 성인과 지화학적 특성 고찰 (Temporal Variations of Ore Mineralogy and Sulfur Isotope Data from the Boguk Cobalt Mine, Korea: Implication for Genesis and Geochemistry of Co-bearing Hydrothermal System)”. 《대한자원환경지질학회》 30 (4): 289-301.
2. ↑  “慈仁 地質圖幅說明書 (자인 지질도폭설명서)”. 한국지질자원연구원. 1973년.
3. ↑  경산시의회 2003 『경산시 평산동 코발트광산 민간인학살 진상조사 청원심사결과보고서』
4. 1 2 3 4 5  강중휘 (2021년). “근대유산과 지역민의 기억 : 경산시 코발트 광산 관련 유적을 중심으로”. 영남대학교 대학원.
5. ↑  노용석, 경산 코발트광산의 학살실태와 진상규명 방안, 한국제노사이드연구회 2006년 동계워크숍, 2006.
6. ↑  진실화해를위한과거사정리위원회 홈페이지 경산 코발트 광산 등지에서 발생한 민간인 희생사건 조사보고서[깨진 링크(과거 내용 찾기)]
7. ↑  http://news.mt.co.kr/mtview.php?no=2013051006018236509
8. ↑  경산 코발트광산 학살사건 이후 촬영된 광산 내부 최초 공개하였다.